# Ocena prakseologiczna
Ocena prakseologiczna (instrumentalna, celowościowa, utylitarna) – wskazuje na to, że coś jest dobre albo niedobre z uwagi na właściwości, jakie to coś posiada, lub cel, jakiemu to coś służy. 
Oceny takie przyjmują wartość prawdy i fałszu.
Ocenę prakseologiczną mieści w sobie np. wypowiedź, że jakiś nóż jest zły, w sensie iż nie jest on ostry (nie nadaje się do krojenia nim chleba), albo że dobry jest sport w znaczeniu, iż jego uprawianie prowadzi do zachowania zdrowia.